# Bandera (Santiago del Estero)
Bandera is een plaats in het Argentijnse bestuurlijke gebied Belgrano in de provincie Santiago del Estero. De plaats telt 5.335 inwoners.
Het dorp ligt midden in een uitgestrekt landbouwgebied op de plaats waar de 13 autoweg uitkomt op de 98.